# Alessandro Baccini
Alessandro Baccini (Lucca, 10 febbraio 1985) è un regista e attore italiano.

## Biografia
Baccini nasce a Lucca il 10 febbraio 1985, figlio di padre italiano e madre polacca. Dopo la maturità, insegna arti marziali e si trasferisce a Firenze per studiare cinema alla Scuola Immagina di Giuseppe Ferlito, iniziando così la sua carriera sia come attore che come regista.

### Carriera
Come regista, esordisce con Una ragione per combattere (2014), primo film italiano sui combattimenti clandestini, seguito da The Last Fighter (2023), un film d'azione sul conflitto siriano. È noto per le sue sequenze d'azione intense e dinamiche, che devono molto alla sua esperienza nelle arti marziali e come stuntman, che gli permettono di realizzare scene di combattimento ben curate e realistiche. Le sue opere sono anche caratterizzate dall'inserimento di temi sociali e attuali. Come attore, ha recitato in commedie di Leonardo Pieraccioni, tra cui Una moglie bellissima (2007) e Finalmente la felicità (2011), e in drammi come Una vita da sogno (2013).

## Vita privata
Baccini ha una figlia, Aurora, che ha coinvolto nel suo secondo film da regista, The Last Fighter (2023) facendole interpretare una bambina siriana. Attualmente vive a Lucca.

## Filmografia

### Attore
- Una moglie bellissima, regia di Leonardo Pieraccioni (2007)[1][2]
- Io & Marilyn, regia di Leonardo Pieraccioni (2009)
- Ultimo carico, regia di Giuseppe Ferlito (2010)
- Finalmente la felicità, regia di Leonardo Pieraccioni (2011)[3]
- Una vita da sogno, regia di Domenico Costanzo (2013)
- Una ragione per combattere, regia di Alessandro Baccini (2014)[4]
- The Dragon of the Angels, regia di Alessandro Baccini e Domenico Costanzo (2018)
- Ho sposato mia madre, regia di Domenico Costanzo (2019)
- The Last Fighter, regia di Alessandro Baccini (2023)
- Play Boy, regia di Domenico Costanzo (2021)[5]

### Regista
- Una ragione per combattere (2014)
- The Dragon of the Angels, con Domenico Costanzo (2018)
- The Last Fighter (2023)[6]

### Sceneggiatore
- Una ragione per combattere, regia di Alessandro Baccini (2014)
- The Last Fighter, regia di Alessandro Baccini (2023)